# ژل واله
ژل واله (انگلیسی: Jelle Wallays؛ زادهٔ ۱۱ مهٔ ۱۹۸۹) دوچرخه‌سوار اهل بلژیک است.
از باشگاه‌هایی که در آن بازی کرده‌است می‌توان به اسپورت فلاندر-بالوزه، تیم لوتو–سودال و اسپورت فلاندر-بالوزه اشاره کرد.